# Le mele di Adamo
Le mele di Adamo (Adams æbler) è un film danese del 2005 diretto da Anders Thomas Jensen.
Il film, sceneggiato dallo stesso regista, narra una storia di riabilitazione intrecciata con vicende di sapore biblico, che fanno esplicitamente riferimento al Libro di Giobbe.

## Trama
Adam è un neonazista che, scontata una pena detentiva, prima di tornare definitivamente in libertà, deve trascorrere un periodo di riabilitazione presso la parrocchia tenuta dal pastore protestante Ivan. La parrocchia ha già due ospiti: Gunnar, un ex tennista alcolizzato e Khalid, un arabo fondamentalista rapinatore. Nel problematico colloquio introduttivo, Ivan strappa ad uno strafottente Adam un unico e semplice obiettivo che darà senso alla sua permanenza in quel luogo: cucinare una torta di mele. Per fare questo dovrà badare al melo che è nel giardino della parrocchia, fin quando di lì a poche settimane, i suoi frutti non saranno pronti per essere utilizzati. Adam è nauseato dalla generosità e dalla fiducia nel prossimo di Ivan e si accorge presto che i suoi coinquilini che il pastore gli aveva dipinto come riabilitati, sono ancora totalmente schiavi delle loro debolezze.
Una serie di strani avvenimenti sembra voler segnare negativamente il destino della torta di Adam. Infatti il forno della cucina della canonica subisce continui incidenti, mentre il melo è prima attaccato dai corvi, poi dai vermi e, infine, sventrato e bruciato da un fulmine. Parallelamente alle sventure dell'albero di mele, Adam conosce meglio il pastore, venendo a sapere della sua sfortunatissima esistenza. La madre morì dopo il suo parto, il padre ne abusò sin da piccolo assieme alla sorella, poi morta in un tragico incidente. La moglie, dalla quale ha avuto un figlio spastico e paraplegico, si è suicidata poco dopo il parto dello stesso. Ora lui ha un enorme tumore inoperabile al cervello che lo porterà presto a morte certa. Ma la cosa che indispettisce Adam è che Ivan neghi l'evidenza di queste sventure, rendendosi perfino ridicolo, specie quando parla normalmente del povero figlio, in realtà penosamente immobilizzato su una carrozzina.
Scoperto che Ivan va in crisi se messo di fronte alla realtà delle cose, Adam, travisando anche la fresca lettura biblica del Libro di Giobbe, con deliberata cattiveria gli elenca con crudezza tutte le sventure della sua vita dicendogli poi che non sono opera del diavolo ma di Dio stesso che lo odia e lo mette alla prova. Ivan, come previsto, si sente male e subisce un'emorragia interna che lo lascia moribondo. Tornato in parrocchia con i giorni contati, Ivan non ha più la fede. Adam non è riuscito ad ucciderlo fisicamente ma ha squarciato inesorabilmente quel velo dietro al quale il pastore nascondeva la realtà e con questo la sofferenza. Ora però, con la parrocchia senza un capo, incredibilmente in Adam cresce un senso di responsabilità e di condivisione che lo porta fatalmente ad allontanarsi dai suoi compagni naziskin che, quando lo vanno a trovare, gli rimproverano l'amicizia con un arabo. Quest'ultimo per tutta risposta spara ripetutamente al capo della banda, ferendolo gravemente e mettendolo in fuga.
Al ritorno della banda per regolare i conti, Ivan interviene per sedare gli animi venendo ferito alla testa da un colpo di pistola partito accidentalmente durante una colluttazione. Mentre il pastore lotta nuovamente tra la vita e la morte, Adam scopre che le poche mele scampate al fulmine sono state mangiate. Quando dunque sembra tutto perso, Gunnar, che oltre ad essere alcolizzato è anche cleptomane, gli restituisce una mela sottratta il giorno prima. Così Adam con grande impegno prepara un piccolo tortino di mele da portare ad Ivan. Quando va a trovarlo scopre che il pastore non solo è ancora vivo, ma che il colpo subito ha miracolosamente rimosso il tumore che lo dilaniava. Ivan riacquista la salute e la fede mentre Gunnar e Khalid realizzano i loro obiettivi, e Adam decide di restare nella parrocchia ad aiutare il pastore nell'opera di riabilitazione.

## Produzione
Il film è ambientato in Danimarca e le riprese interne ed esterne della chiesa e della parrocchia sono state effettuate nella storica Horne Kirke, nella parte sud-occidentale dell'isola di Fionia.

## Riconoscimenti
- Courmayeur Noir in festival 2005: Premio Leone Nero al miglior film
- BIFFF 2006: Corvo d'Oro, Premio Pegaso
- Méliès d'oro 2006
- 3 Premi Robert 2006: miglior film, miglior sceneggiatura e migliori effetti speciali / luci